# حسين الطائي
حسين الطائي (مواليد 19 مايو 1983) هو سياسي فنلندي شغل منصب عضو في البرلمان الفنلندي عن الحزب الاشتراكي الديمقراطي الفنلندي في دائرة أوسيما الانتخابية بين عامي 2019 و2023. ولدى الطائي خلفية قوية في بناء السلام والوساطة. وقد عمل سابقًا كمستشار في منظمة الوساطة الفنلندية للسلام "مبادرة إدارة الأزمات [الإنجليزية]".

## تعليمه
نال الطائي شهادة الماجستير في الإدارة الدولية.

## النشأة
وُلد الطائي في بغداد، وانتقل إلى فنلندا كلاجئ ضمن نظام الحصص في عام 1993.

## مسيرته السياسية
انتُخب الطائي عضوا في مجلس النواب ضمن قائمة الحزب الاشتراكي الديمقراطي في عام 2019. وهو عضو في لجنة التجارة ولجنة البيئة بالبرلمان، بالإضافة إلى عمله في مجلس استشاري لأصحاب المصلحة في شركة فورتوم.
بعد الانتخابات، نشر الناشط في حقوق الإنسان عنتر ياشا على مدونته صوراً لمنشورات الطائي على فيسبوك. وزعمت صحيفتا إيلتالهتي وجيروزاليم بوست أن ياشا يعتقد أن منشورات الطائي تؤيد إيران وتُظهر مشاعر معادية للسامية. وقد عمل الطائي كمدير لمجموعة "حرب غزة - الوضع في الشرق الأوسط - متابعة الأخبار" على فيسبوك.
حاولت وسائل الإعلام الفنلندية، مثل STT، التحقق مما إذا كانت المنشورات صحيحة. وأنكر الطائي هذا الادعاءات ووصفها بأنها هجوم تشهيري. وأشار إلى أنه لا يتذكر جميع منشوراته القديمة. وأفادت منظمة إدارة الأزمات أن تلك المنشورات كانت مزورة. ولكن في وقت لاحق، اعترف الطائي بأن تلك المنشورات كانت في الواقع حقيقية.

## حياته الشخصية
الطائي متزوج ولديه ثلاثة أطفال.